# Nowy Urengoj
Nowy Urengoj (ros. Но́вый Уренго́й) – miasto w Rosji, w Jamalsko-Nienieckim Okręgu Autonomicznym, nad rzeką Jawo-Jacha (dopływ rzeki Pur).
Administracyjnie Nowy Urengoj nie wchodzi w skład żadnego rejonu, stanowiąc, tak jak wszystkie duże miasta, miasto wydzielone Jamalsko-Nienieckiego Okręgu Autonomicznego. Istnieje także miejscowość Urengoj.

## Ludność
Nowy Urengoj liczy 118 033 mieszkańców (2020)  i jest największym miastem Jamalsko-Nienieckiego Okręgu Autonomicznego. Tabela poniżej przedstawia skład narodowościowy w 2010 roku według rosyjskiego spisu powszechnego.
| Narodowość  | Liczba mieszkańców | Procent |
| ----------- | ------------------ | ------- |
| Rosjanie    | 66 779             | 64,14%  |
| Ukraińcy    | 11 205             | 10,76%  |
| Tatarzy     | 5 197              | 4,99%   |
| Nogajowie   | 2 721              | 2,61%   |
| Kumycy      | 2 147              | 2,06%   |
| Azerowie    | 2 026              | 1,95%   |
| Baszkirzy   | 1 756              | 1,69%   |
| Czeczeńcy   | 1 169              | 1,12%   |
| Białorusini | 1 163              | 1,12%   |
| Mołdawianie | 1 104              | 1,06%   |
| Czuwasze    | 639                | 0,61%   |
| Inni        | 5 768              | 5,54%   |
| Nie podano  | 2 433              | 2,34%   |

## Historia
Historia samego miasta Nowy Urengoj jest ściśle związana z historią wydobycia gazu i ropy z miejscowych złóż, aczkolwiek teren ten zaludniony został na długo przed ich odkryciem.
W 1949 z woli Stalina rozpoczęto budowę linii kolejowej Igarka–Salechard. W przedsięwzięciu tym brały udział dziesiątki tysięcy robotników, głównie więźniów Gułagów. Założona wtedy osada Urengoj miała służyć im przez długi czas, jednak po śmierci Stalina zaniechano budowy kolei, jako niepotrzebnej, a osada opustoszała.
Jakkolwiek budowa ta wówczas nie była potrzebna, to jej ubocznym skutkiem, jaki ujawnił się w trakcie badań geologicznych było odkrycie wielkich złóż surowców energetycznych: gazu ziemnego i ropy naftowej.
W styczniu 1966 na terenie dawnego Gułagu, w miejscu obecnego miasta otwarto stację badawczą mającą dokonać szczegółowych badań związanych z zasobnością i lokalizacją złóż. 6 czerwca tego roku rozpoczęto eksploatację złoża gazu nazwanego złożem urengojskim.
22 września 1973 w miejscu przyszłego miasta postawiono tabliczkę z napisem Nowy Urengoj, zaś 23 grudnia tego roku przybyły ekipy budowlane mające zbudować miasto. Wraz ze zwiększaniem wydobycia gazu rozmiary osady rosły i 16 czerwca 1980 Nowy Urengoj otrzymał prawa miejskie.
W 1983 zbudowano gazociąg Urengoj–Pomary–Użhorod i od następnego roku gaz z okolic miasta popłynął do Europy Środkowej.

## Gospodarka
Gospodarka Nowego Urengoja jest ściśle związana z wydobyciem ropy naftowej, a zwłaszcza gazu ziemnego. W mieście działają 3 wielkie przedsiębiorstwa z branży gazowej, wchodzące w skład koncernu Gazprom. Owe 3 firmy wydobywają łącznie 74% całego rosyjskiego wydobycia gazu. W 2004 zostało uruchomione wydobycie gazu ze złoża Piescowoje, około 160 km na północ od miasta, gdzie przez 40 lat planuje się wydobycie ponad 600 miliardów m³ gazu.

## Oświata
Nowy Urengoj, największe miasto Jamalsko-Nienieckiego Okręgu Autonomicznego, jest lokalnym centrum edukacyjnym. Poza szkołami podstawowymi i średnimi w mieście działa kilka filii wyższych uczelni, głównie z Tiumeni.

## Sport
- Fakieł Nowy Urengoj – klub piłki siatkowej mężczyzn
- Fakieł Nowy Urengoj – klub piłki siatkowej kobiet